# Józef Hordyński
Józef Hordyński (ur. 14 marca 1917 w Zakopanem, zm. 4 lutego 2009 w Krakowie) – polski skoczek i trener narciarski, jeden z pierwszych więźniów obozu w Auschwitz, współzałożyciel i honorowy prezes Chrześcijańskiego Stowarzyszenia Rodzin Oświęcimskich.

## Życiorys
W młodości czynnie uprawiał narciarstwo w Sekcji Narciarskiej Polskiego Towarzystwa Tatrzańskiego (SN PTT). Był wicemistrzem Polski juniorów w skokach narciarskich. W 1937 zdał maturę i ochotniczo wstąpił do wojska. Został przydzielony na Dywizyjny Kurs Podchorążych Rezerwy 24 DP przy 39 pułku piechoty w Jarosławiu, który ukończył w 1938. Studiował medycynę i wychowanie fizyczne w Krakowie.
Po wybuchu II wojny światowej walczył w kampanii wrześniowej. Po ucieczce z niewoli niemieckiej włączył się w działalność kurierów tatrzańskich. Pomagał między innymi Stanisławowi Marusarzowi. 14 maja 1940 został aresztowany, osadzony w więzieniu Palace w Zakopanem, a następnie trafił do więzienia w Tarnowie. Stamtąd, 14 czerwca, w pierwszym transporcie polskich więźniów politycznych, został przewieziony do KL Auschwitz. Otrzymał numer 347. W obozie był zatrudniony jako pielęgniarz w rewirze, gdzie w ramach eksperymentów farmakologicznych został zarażony tyfusem. W listopadzie 1944 został wywieziony do Oranienburga, a następnie do Sachsenhausen. Zatrudniony został w zakładach lotniczych Heinkla. Ewakuowany został w kwietniu 1945, końca wojny doczekał w okolicach Schwerina. Spośród 728 więźniów z pierwszego transportu do KL Auschwitz wojnę przeżyło jedynie 239.
Po wojnie wrócił do Polski. Włączył się w odbudowę Towarzystwa Gimnastycznego "Sokół". Ukończył studia na Akademii Wychowania Fizycznego w Krakowie. Ponad 25 lat pracował w wojskowej służbie zdrowia. Był trenerem narciarstwa w wojskowych klubach oraz kierownikiem rehabilitacji i gimnastyki leczniczej w uzdrowisku w Lądku-Zdroju. W stopniu majora w 1974 przeszedł na emeryturę. W 1998 został jednym z założycieli Chrześcijańskiego Stowarzyszenia Rodzin Oświęcimskich, które skupia obecnie byłych więźniów, ich rodziny oraz ludzi zainteresowanych historią obozu w Auschwitz. Był też aktywny w Komitecie Wznoszenia Kopca Pamięci i Pojednania w Oświęcimiu. Wspólnie z Wincentym Galicą przyczynił się do zachowania Muzeum Męczeństwa w podziemiach hotelu Palace. Ostatnie lata życia spędził w Krzeszowicach.